# Крістіана фон Шенборн-Бухгейм

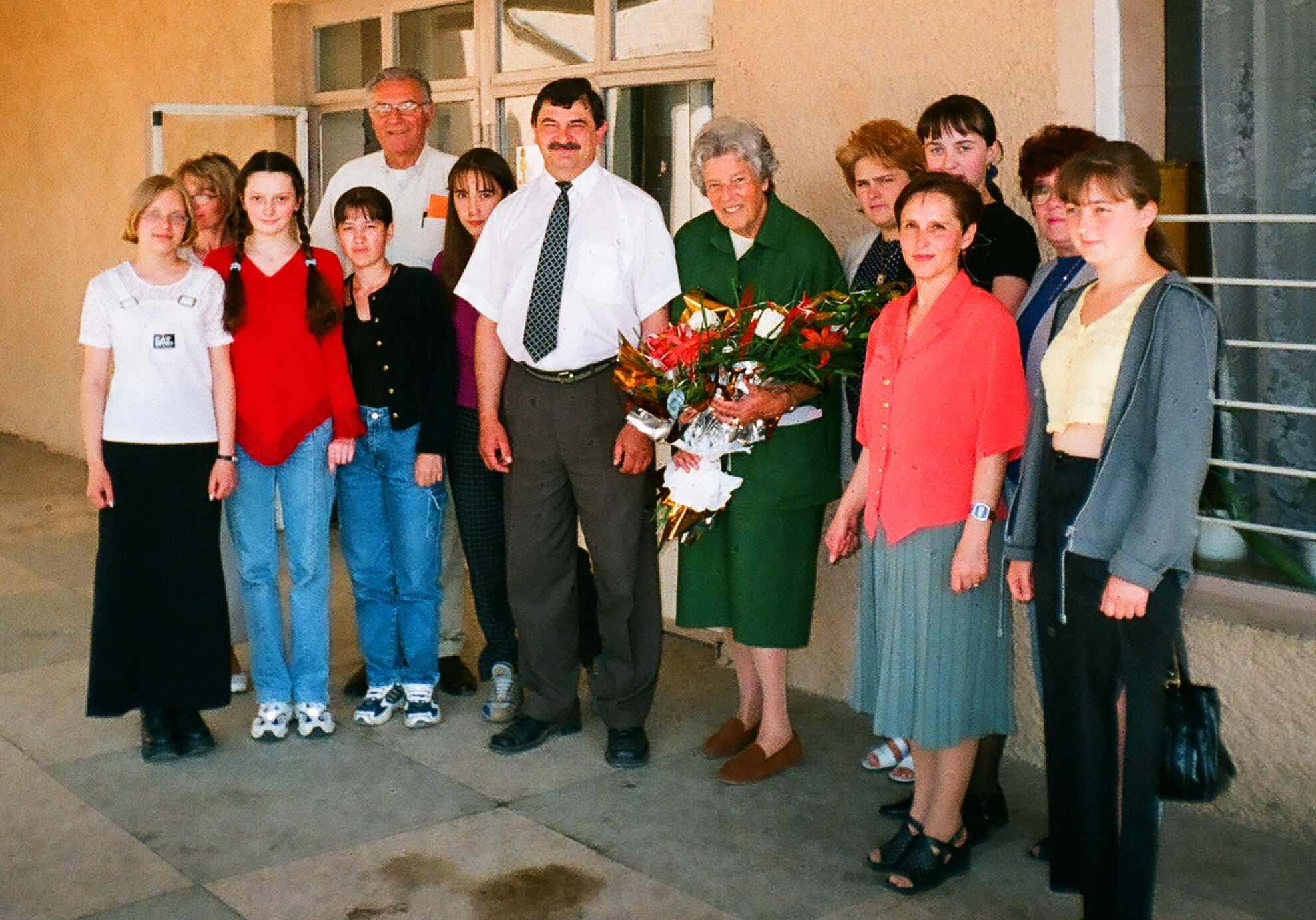
Крістіана фон Шенборн-Бухгейм (у центрі, в зеленому) в Мукачеві

Графиня Крістіана фон Шенборн-Бухгейм (нім. Christiana von Schönborn-Buchheim, уроджена Крістіана Маутнер фон Маркгоф, нім. Christiana Mautner von Markhof; 23 січня 1928, Відень — 13 червня 2018) — австрійська та угорська шляхтянка з роду Шенборнів.

## Біографія
Народилася 23 січня 1928 року в графській сім'ї Маутнер фон Маркгоф. Молоді роки провела у Відні. Під кінець життя проживала поблизу м. Відня в селі Шенборн (община Геллерсдорф) у маєтку чоловіка Ервіна Шенборн-Бухгейма з родини Шенборн, який помер у 1989 році.
Династія Маутнер фон Маркгоф знаменита тим, що дала Австрії канцлерів, міністрів, а в уряді й сьогодні працюють племінники графині Крістини
На прохання чоловіка, який перед смертю просив Крістину відвідати Закарпаття (у нього залишилися гарні спогади про чудову природу і прекрасних людей), графиня побувала в Мукачеві, починаючи з 1990 року, аж 44 рази. І завжди не з порожніми руками.

## Благодійність
Великою мрією графині є те, щоб підгорянський пивзавод став знову знаменитим, як і колись. Для цього вона шукала інвесторів у Австрії та Німеччині. Організовуючи виставки і продаж картин (графиня сама малювала) у своєму замку біля Відня, вона за отримані кошти привозила апаратуру й ліки в медичні заклади міста, допомагала дитсадкам та інтернатам. Найближчим часом[коли?] в обласну дитячу лікарню, яка належала прадіду графині, буде привезено необхідне обладнання та апарат штучного дихання для новонароджених.
Завдяки графині у 1994 році в австрійському бюджеті було закладено кошти на модернізацію мукачівського водного господарства. Місто одержало укомплектовані об'єкти екологічно чистих труб, автоматику та прилад, що визначає пошкодження труб під землею.
Завдяки графині Крістині дитячій школі гірськолижників, провідним спеціалістам міста, головному лікарю та двом провідним лікарям обласної дитячої лікарні була надана можливість побувати в Австрії і там домовитися про співпрацю. Вона організувала гуманітарну допомогу потерпілим від повені 1998 і 2001 років, комп'ютеризувала школу № 7 у Підгороді.

## Нагороди
22 жовтня 1997 р. графині Крістіані Шенборн-Бухгейм присвоєно звання «Почесний громадянин міста Мукачева» за її щедру благодійницьку допомогу.